# Svartkronad honungsfågel
Svartkronad honungsfågel (Gliciphila notabilis) är en fågel i familjen honungsfåglar inom ordningen tättingar.

## Utbredning och systematik
Svartkronad honungsfågel delas in i två underarter:
- Gliciphila notabilis notabilis – förekommer på Banks Islands och nordvästra Vanuatu
- Gliciphila notabilis superciliaris – förekommer i norra Vanuatu (Espiritu Santo EPI)

### Släktestillhörighet
Vissa placerar svartkronad honungsfågel och dess nära släkting hökhonungsfågel istället i det egna släktet Glycifohia.

## Status
IUCN kategoriserar arten som livskraftig.